# Nagant Frères

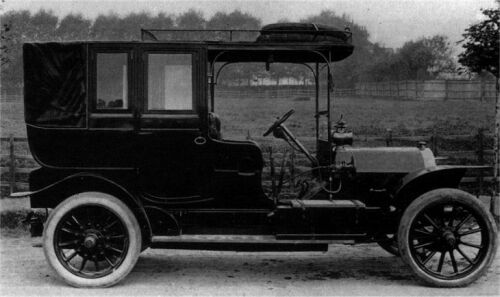
Nagant 2000 Sport uit 1921.

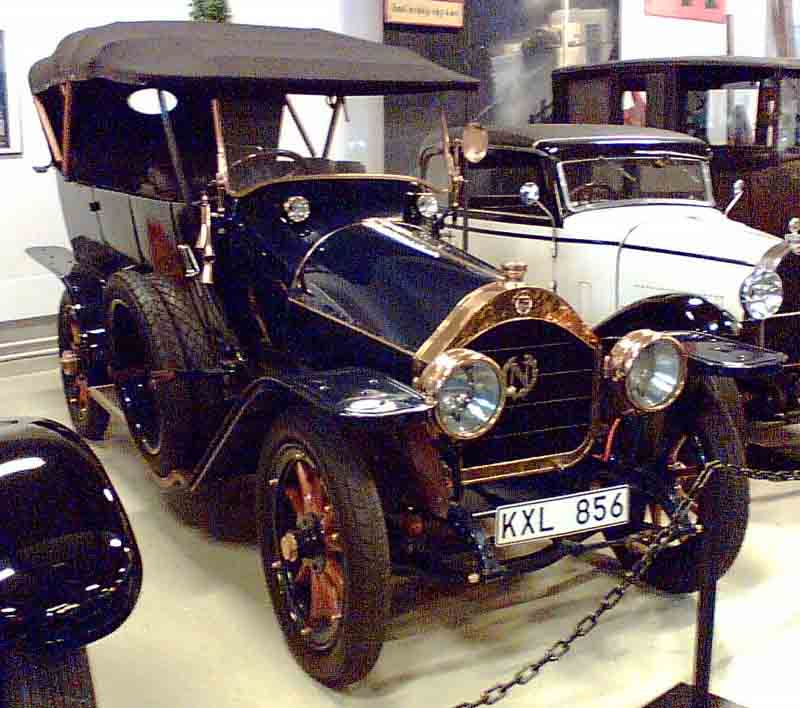
Nagant Phaeton uit 1910.

De Fabrique d'armes Émile et Léon Nagant, later L. Nagant & Cie, Liège, was een Belgische fabrikant van vuurwapens en auto's van 1855 tot 1931.

## Geschiedenis
Het bedrijf werd gesticht door de broers Émile (1830–1902) en Léon Nagant (1833–1900). Aanvankelijk was het een industrieel herstellingsbedrijf, onder andere van vuurwapens. Later ging het die zelf produceren. De wapens waren vooral bekend in Rusland, waar het hele keizerlijk leger uitgerust was met revolvers van deze makelij. De Nagant M1895 werd geproduceerd tot eind jaren veertig van de twintigste eeuw en werd in 2015 nog aangetroffen bij een terrorist en een Nederlandse wapenhandelaar. Vanaf 1891 rustte het Russische leger zich uit met de geweren Mosin-Nagant.
In 1896 bouwde Nagant een door Raoul de Meuse ontworpen auto. In 1899 bouwde het bedrijf zelf een prototype, met een boxermotor die het in licentie maakte. Vanaf 1900 maakte Nagant auto's. Léons broer Maurice nam de leiding op zich. In 1904 werd een nieuw model voorgesteld, waarvan er zo'n 200 gemaakt werden. In 1906 kwam zijn 35/40PK en een 20/30PK model uit. In 1909 kwam daar nog een 14/16PK model bij. In 1913 bestond het gamma uit zes modellen, waaruit in 1914 een Grand-Prix-versie werd ontwikkeld.
Tijdens de Eerste Wereldoorlog weigerde Nagant mee te werken met de bezetter, waardoor de fabriek werd leeggeroofd en vernield. Toch kon in 1920 de productie weer op gang komen. Verscheidene nieuwe modellen werden in de loop van de jaren voorgesteld, maar de financiële situatie bleek zo zorgelijk dat de firma in 1928 werd overgenomen door Imperia, die haar doorverkocht aan FN.
Nagant maakte ook auto's in licentie van het Franse Rochet-Schneider en Gobron-Brillié.
Nagant was een van de eerste automerken die een dubbele bovenliggende nokkenas (DOHC) motor toepaste.
- Nationale Bibliotheek van Tsjechië: mzk2017966092
- Virtual International Authority File: 5466151002116530280006